# Розлогі (Любуське воєводство)
Розлогі (пол. Rozłogi, нім. Friedrichswerder) — село в Польщі, у гміні Свебодзін Свебодзінського повіту Любуського воєводства.
Населення — 243 особи (2011).
У 1975-1998 роках село належало до Зеленогурського воєводства.

## Демографія
Демографічна структура станом на 31 березня 2011 року:
|          | Загалом | Допрацездатний вік | Працездатний вік | Постпрацездатний вік |
| -------- | ------- | ------------------ | ---------------- | -------------------- |
| Чоловіки | 133     | 41                 | 85               | 7                    |
| Жінки    | 110     | 27                 | 70               | 13                   |
| Разом    | 243     | 68                 | 155              | 20                   |